# Tectodamaeus cuii
Tectodamaeus cuii es una especie de ácaro del género Tectodamaeus, familia Damaeidae. Fue descrita científicamente por Wang & Lu en 1995.
Habita en Asia del Sur.